# 服部綾雄

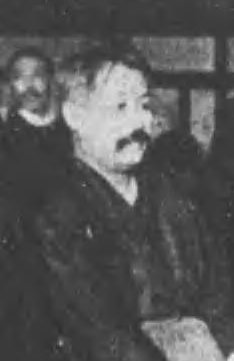
服部綾雄（渡米送別会にて。1913年5月2日）

服部 綾雄（はっとり あやお、1863年1月30日（文久2年12月11日） - 1914年（大正3年）4月1日）は、日本の牧師、教育者、政治家である。

## 生涯

### 初期
1863年（文久2年）駿河国沼津城下に生まれた。明治維新により、1868年（明治元年）沼津藩が上総国市原郡菊間に移封されたので、菊間に移住する。1873年（明治6年）、10歳の時に横浜で遊学し、J・C・ヘボンに書生として住み込み、ヘボン塾で英語を学んだ。

### 神学生時代
ヘボンより薫陶を受け、キリスト教信仰を持つ。1874年（明治7年）にヘンリー・ルーミス宣教師より洗礼を受ける。1880年（明治13年）築地大学校の創立時に転入する。1882年（明治19年）築地大学校卒業後に大学校の幹事になる。1883年（明治15年）東京一致神学校に入学する、そして、5月に第三回全国基督教信徒大親睦会に幹事として加わる。
1884年（明治17年）に東京一致神学校を卒業する。1886年（明治19年）米国のプリンストン神学校に入学する。1892年（明治25年）プリンストンを卒業して帰国する。

### 牧師時代
1892年に按手礼を受けて、日本メソジスト教会の東京牛込教会（現・頌栄教会）の牧師になる。

### 教師時代
1894年（明治27年）牧師を辞任し、富山県立中学校の教師になる。1896年（明治29年）に同校の校長になる。1897年（明治30年）に岡山県立岡山中学校の校長になる。1902年（明治35年）3月に教師を辞職し渡米しワシントン州シアトルの古屋商店に入る。1907年帰国する。

### 政治家時代
1908年（明治41年）の第10回衆議院議員総選挙に岡山県より立候補して当選し、国民党に入党する。次回総選挙では立候補を見送り、政客として政界の革新と国民党勢力の拡張に尽力する。
1913年（大正2年）5月国民党より推薦されて、江原素六と共に米国カリフォルニア州の排日移民問題解決に尽力する。
帰国直前にサンフランシスコのホテルで脳溢血で死去する。米国のサンマテオの日本人墓地に埋葬された。